# Chelifera pectinicauda
Chelifera pectinicauda är en tvåvingeart som beskrevs av Collin 1927. Chelifera pectinicauda ingår i släktet Chelifera och familjen dansflugor. Inga underarter finns listade i Catalogue of Life.